# Jerzy Plutowicz
Jerzy Plutowicz (ur. 30 stycznia 1947 w Bielsku Podlaskim) – polski poeta, eseista. 

## Życiorys
Ukończył filologię rosyjską na UW. Mieszka w Białymstoku. Debiutował w 1967 roku na łamach "Współczesności". Potem jego wiersze ukazywały się m.in. w "Poezji", "Twórczości", "Kulturze", "Kwartalniku Artystycznym", eseje w miesięcznikach Charaktery, "Twórczość". Pierwszy tom poetycki Niegdyś to znaczy nigdy ukazał się w 1975 r. Czterokrotny laureat Nagrody Literackiej im. Wiesława Kazaneckiego (za lata: 1998, 2002, 2006, 2016). W roku 2006 ukazał się debiut prozatorski Plutowicza - eseje Nagle, w świecie. W 2013 roku otrzymał nominację do Nagrody Poetyckiej Orfeusz za tom Miasto małe jak łza.
Zajmuje się też tłumaczeniem, przełożył m.in. powieści Sokrata Janowicza, Bazylego Pietruczuka, Barysa Piatrowicza.
Wydał tomiki poezji:
- Niegdyś to znaczy nigdy (1975)
- Zasłyszane do końca (1981)
- Pusty zegar (1987)
- Motyl i Kamień (1992)
- Rzeka. Cienie na wodzie (1996)
- Kotlina - wybór wierszy (1998)
- Zapomniana wojna (Okno na sad) (2000)
- Zapomniana wojna (Europa po deszczu) (2002)
- Zapomniana wojna (Sierpień, kołysanka) (2008)
- Miasto małe jak łza (Klucz, sny) (2012)
- Jesień 2014 (2015)
- Krąg  (2016)

Eseje:
- Nagle, w świecie (2006)
- Kładka przez rów. Obrona Modernizmu (2019)